# 도량형학

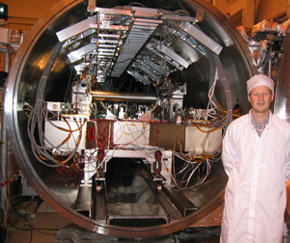
한 과학자가 MAM(Microarcsecond Metrology) 테스트베드 앞에 서 있다.

도량형학(度量衡學, Metrology)은 측량을 연구하는 학문이다. 계량학(計量學), 계측학(計測學)라고도 한다. 도량형학은 모든 면의 이론적, 실용적 측정을 다룬다.
국제 도량형국(BPIM)은 이 용어를 "모든 과학기술 분야의 모든 수준의 불확실성에 있는 실험적, 이론적 결정을 아우르는 측량 학문"으로 정의한다.

## 국제 기구
- 국제 도량형국(BIPM)
- 국제 도량형 위원회(CIPM)
- 국제 도량형 총회(CGPM)
- 국제법정계량기구
- JCGM(Joint Committee for Guides in Metrology)
- EURAMET
- WELMEC

## 연구소
- 한국표준과학연구원 (대한민국)
- 미국 국립표준기술연구소 (미국)
- 국립 물리학 연구소 (영국)

## 같이 보기
- 정확도와 정밀도
- 기하공차
- 거리측량
- 세계 측정의 날